# Prva makedonska fudbalska liga
Prva makedonska fudbalska liga (první makedonská fotbalová liga, cyrilicí Прва македонска фудбалска лига) je nejvyšší profesionální fotbalovou soutěží v Severní Makedonii. Založena byla roku 1992 po získání samostatnosti země. Hraje ji 12 týmů.

## Nejlepší kluby v historii - podle počtu titulů
| Vítězové nejvyšší ligové soutěže                 |        |                                                                                                   |
| Klub                                             | Tituly | Vítězné ročníky                                                                                   |
| FK Vardar                                        | 11     | 1992/93, 1993/94, 1994/95, 2001/02, 2002/03, 2011/12, 2012/13, 2014/15, 2015/16, 2016/17, 2019/20 |
| FK Rabotnički                                    | 4      | 2004/05, 2005/06, 2007/08, 2013/14                                                                |
| FK Škendija 79 Tetovo                            | 4      | 2010/11, 2017/18, 2018/19, 2020/21                                                                |
| KF Škupi (do roku 2012 jako FK Sloga Jugomagnat) | 4      | 1998/99, 1999/00, 2000/01, 2021/22                                                                |
| FK Sileks Kratovo                                | 3      | 1995/96, 1996/97, 1997/98                                                                         |
| FC Struga                                        | 2      | 2022/23, 2023/24                                                                                  |
| FK Pobeda Prilep                                 | 2      | 2003/04, 2006/07                                                                                  |
| Makedonija Skopje                                | 1      | 2008/09                                                                                           |
| FK Renova Džepčište                              | 1      | 2009/10                                                                                           |